# Stereoisomero
Gli stereoisomeri sono particolari isomeri che hanno la stessa connettività, ovvero i cui atomi sono legati tra loro nello stesso modo, ma differiscono per la loro disposizione spaziale. Si possono distinguere due tipi di stereoisomeria:
- enantiomeria (isomeria degli enantiomeri). Il termine enantiomero viene dal greco ἐναντίος, enantíos, che vuol dire "contrapposto, opposto",[1] e da μέρος, meros, che vuol dire genericamente "parte, porzione, componente",[2] nel presente caso il riferimento è a "molecola"; quindi, 'molecola contrapposta'. L'enantiomeria è stata chiamata anche, in maniera obsoleta[3], isomeria ottica o antipodia ottica.
- diastereisomeria (che si divide in isomeria geometrica ed epimeri).

Si definiscono enantiomeri (o, con un termine obsoleto, antipodi ottici) entità molecolari che sono immagine speculare l'uno dell'altra e che non sono sovrapponibili (in tutte tre le dimensioni, cioè non sono identiche).
Viene invece definito diastereoisomero uno stereoisomero diverso da un enantiomero.

## Proprietà
Anche se sono simili, due stereoisomeri hanno spesso proprietà diverse come nel caso della talidomide.
Dal punto di vista chimico interagiscono allo stesso modo con molecole achirali ma reagiscono diversamente con molecole chirali.
Da quello fisico hanno principalmente le stesse proprietà. Tuttavia una li caratterizza, cioè il potere ottico rotatorio.